# Plan Concertado de Vivienda y Suelo

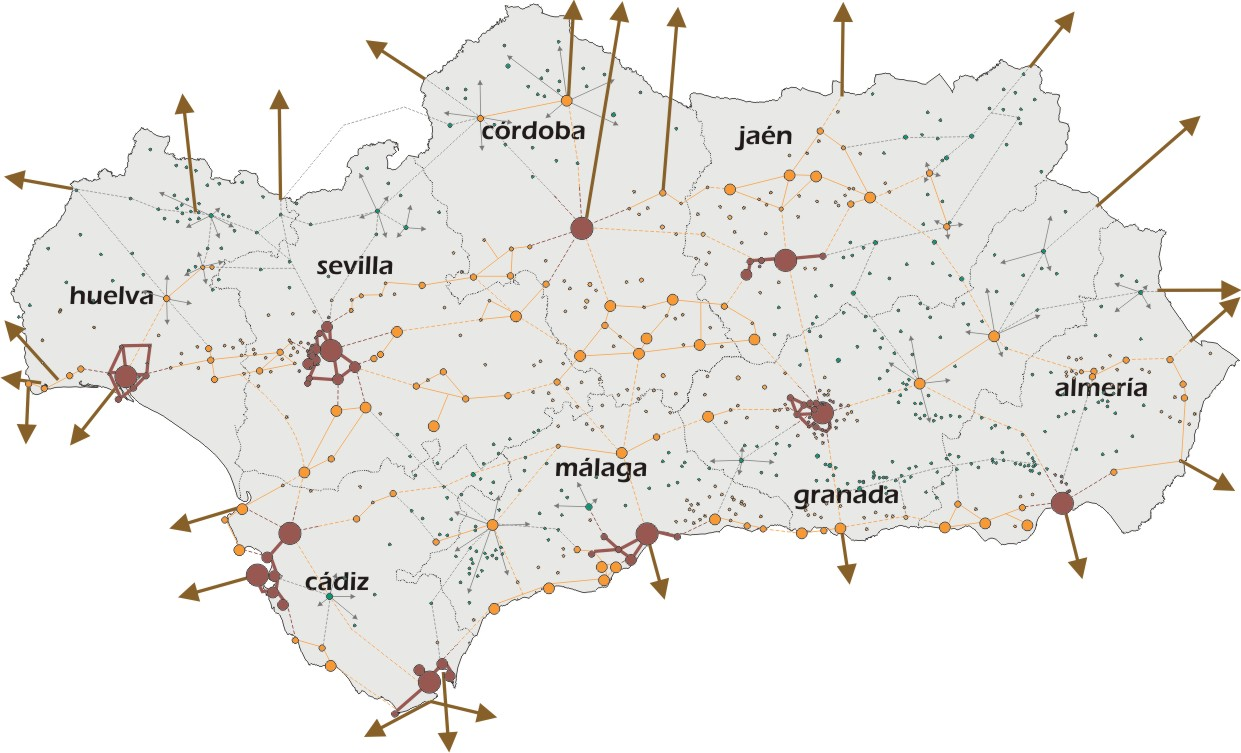
derecha.

El Plan Concertado de Vivienda y Suelo para el período 2008-2012 de Andalucía aprobado por Decreto 395/2008, de 24 de junio, de la Junta de Andalucía, modificado por el Decreto 266/2009, de 9 de junio, tiene por objeto fomentar la promoción de viviendas protegidas y las actuaciones en materia de vivienda y de rehabilitación, en cumplimiento del mandato que el artículo 47 de la Constitución y el artículo 25 del Estatuto de Autonomía para Andalucía dirigen a los poderes públicos para favorecer el ejercicio del derecho a una vivienda de digna, de calidad y adecuada a la situación familiar, económica y social, del que son titulares las personas a las que se refiere el artículo 12 del Estatuto de Autonomía para Andalucía.
Este Plan Concertado de Vivienda y Suelo de Andalucía plantea que la vivienda debe ser de calidad, digna y adecuada para satisfacer las necesidades habitacionales de las andaluzas y los andaluces y sus familias, de forma que garantice una vida segura, independiente y autónoma, procurándole junto con los equipamientos públicos suficientes el ejercicio de otros derechos como son el derecho a la intimidad personal o familiar, la salud y la educación. Objetivo incluido en la Ley del Derecho a la vivienda de Andalucía para garantizar que los ciudadanos especialmente con bajos ingresos accedan a una vivienda digna.

## Objetivos y política de vivienda
Este Plan parte de una situación compleja, ya que por un lado la herencia de la burbuja inmobiliaria, con una subida de precios de la vivienda libre, escasez de suelos para realizar vivienda protegida producto de una década inflacionista con una abusiva alza de precios y estancamiento de salarios que termina en el año 2007 pero que comienza en los años noventa provocó que muchas personas no pudieran acceder a una vivienda digna. La situación generada a partir de 2008, con una crisis económica y financiera muy importante a nivel mundial, pero con la especificidad de la crisis inmobiliaria española de 2008, ha provocado una escasez de financiación bancaria que impide el desarrollo de programas de viviendas protegidas que necesitan de un sistema de préstamos blandos, que permitan a familias con escasos recursos financiar o poder asumir las obligaciones económicas para el acceso a una vivienda digna y adecuada, cumpliendo de esta manera el mandato Constitucional Andaluz de garantizar el derecho a una vivienda digna.
En este contexto desfavorable el Plan Concertado de Vivienda y Suelo prevé una producción de 328.078 actuaciones en materia de vivienda y suelo para el periodo de vigencia del Plan que comprende desde el 2008 al 2012 para permitir el acceso de los ciudadanos a viviendas en compra y también en alquiler, promover la urbanización de suelo para Vivienda protegida y la rehabilitación de viviendas de las ciudades andaluzas. De esta manera se intenta evitar estrangulamientos de oferta a medio y largo plazo en el sector y atender a una población con especial vulnerabilidad en la situación provocada por la crisis económica. Los objetivos que se marca este Plan son los siguientes:

- Dar cumplimiento a las obligaciones de las Administraciones públicas Andaluzas (regional y local) de desarrollar el derecho a una vivienda digna y adecuada en cumpliemiento de la Constitución Española y de la Constitución Andaluza. Desarrollando para ello la Ley del Derecho a la vivienda.

- Dar solución al incremento de población en Andalucía que pasa de 7,2 millones a más de 8 millones de habitantes en la última década. Donde destacamos el importante incremento de la población joven.

- Garantizar a los residentes en Andalucía el acceso a una vivienda digna y adecuada ya sea en alquiler o venta, entendiendo ésta con un precio asequible a todos los niveles y con las condiciones de habitabilidad cubiertas. Situadas en ámbitos urbanos adecuados con las dotaciones de servicios, espacios verdes, plazas y equipamientos necesarios, conectados con la red de transporte público de las ciudades.

- Crear diversos programas y actuaciones tanto en vivienda en alquiler como venta, así como el fomento de la rehabilitación de viviendas, para que se adapten a las distintas necesidades de la población según su capacidad económica,  que permita el acceso a una vivienda digna y adecuada. Especialmente a jóvenes, discapacitados, familias monoparentales, mujeres víctimas de la violencia de género.

- La rehabilitación de viviendas de la ciudad compacta, mejorando su habitabilidad, propiciando la integración social y el mantenimiento de la población. Creando una cultura de la rehabilitación urbana, social y patrimonial, favoreciendo la identidad de las personas con los barrios y las ciudades. La rehabilitación se convierten en una estrategia de sostenibilidad urbana.

- La incorporación e implicación de los ayuntamientos a la rehabilitación de centros históricos o la rehabilitación de barrios, mediante nuevos instrumentos de rehabilitación en ámbitos urbanos que posibilite actuaciones de regeneración urbana a través de Programas de Rehabilitación Concertada de Iniciativa Municipal a gestionar por los ayuntamientos andaluces.

- Fomento de la disponibilidad de suelo  urbanizado con destino a la construcción de viviendas protegidas.

- Implicación y participación de los Ayuntamientos en la gestión y desarrollo de este Plan Concertado de Vivienda y Suelo a través de los  Planes Municipales de Vivienda y Suelo, los cuales contendrán la cuantificación y localización por programa de las viviendas protegidas según las necesidades reales de la población residente en cada ciudad. Los suelos del 10% de cesión obligatoria a los Ayuntamientos se destinarán a programas de vivienda hasta 2,5 IPREM.

- Garantizar a los ciudadanos el acceso a la vivienda en condiciones de igualdad, impulsando la creación del Registro Municipal de Vivienda, un registro público que permita evaluar las necesidades reales de vivienda de los residentes de una ciudad, posibilitando que la producción de viviendas protegidas sea adjudicada con criterios de transparencia, publicidad y concurrencia, controlados por la administración pública.

- Lograr que el esfuerzo de las familias para acceder a una vivienda no supere la cuarta parte de sus ingresos en el caso de alquiler y la tercera parte de sus ingresos en el caso de compra.

- Garantizar una atención pormenorizada a los ciudadanos en su relación con el acceso o la rehabilitación de sus viviendas, mediante la mejora de la información y la gestión personalizada.

## Actuaciones en materia de vivienda: alquiler y venta
Para facilitar el acceso a una vivienda protegida a las personas destinatarias, se establecen medidas para fomentar la generación de suelo edificable, con unos precios máximos de repercusión que permitan la promoción de viviendas protegidas de nueva construcción, así como medidas dirigidas a fomentar dicha promoción, generando una oferta suficiente de viviendas, tanto en venta como en alquiler, así como fomentar las adquisición de viviendas usadas y el alquiler de las viviendas existentes. 

### Acceso en propiedad
El objeto del presente programa es facilitar el acceso a viviendas protegidas en régimen de venta, en el cuadro siguiente se detalla los tipos fundamentales de programas. En cada programa además se regula las ayudas a los adquirentes que normalmente es una subsidiación de la cuota del préstamo hipotecario y una subvención autonómica y estatal según ingresos y características de los adquirentes puede oscilar entre los 3.600,00 € - 9.000,00 € en el caso de subvención Autonomíca y entre 8.000,00 € - 12.000,00 € en el Estatal, por lo que la subvención total que un adquirente podría recibir estaría entre los 11.600,00 € y los 21.000,00 €. 
| Tipos de viviendas protegidas  | Ingresos familiares y superficie máxima | Precio máximo de venta                |
| Régimen especial               | 2,5 IPREM. Superficie útil 70 m²        | Desde 88.478,00 € hasta 79.590,00 €   |
| Protegida precio general       | 3,5 IPREM. Superficie útil 90 m²        | Desde 109.296 € hasta 125.525,00 €    |
| Protegida iniciativa Municipal | 5,5 IPREM. Superficie útil 90 m²        | Desde 122.796,00 € hasta 156.906,00 € |
| Protegida para jóvenes         | 2,5 IPREM. Superficie útil 70 m²        | Desde 79.590,00 € hasta 88.478,00 €   |
| Protegida viviendas usadas     | 5,5 IPREM. Superficie útil 90 m²        | Desde 109.296 € hasta 141.898,00 €    |

- Nota.- Los ingresos familiares se consideran máximos según IPREM, la superficie máxima se mide por metros cuadrados útiles de la vivienda, los precios máximos de venta varían según los ámbitos territoriales de Andalucía y se han calculado teniendo en cuenta la superficie útil máxima de vivienda según límites de cada programa.

### Actuaciones de viviendas para alquiler
La Junta de Andalucía apuesta de forma decidida por el alquiler de viviendas, previendo 55.000 actuaciones de viviendas en régimen de alquiler. En cada programa se regula las ayudas a los inquilinos subvencionando parte de la renta a pagar. En el caso de alquiler con opción a compra se descuenta el 50% de la renta como parte del precio de venta.
| Tipos de viviendas en alquiler         | Ingresos familiares y superficie máxima | Renta mensual y ayudas al inquilino                          |
| Alquiler renta básica (25 años)        | 2,5 IPREM. Superficie útil 70 m²        | Entre 248 € y 285 €. Ayuda entre el 15% y el 45% de la renta |
| Alquiler con opción a compra (10 años) | 3,5 IPREM. Superficie útil 70 m²        | Entre 248 € y 285 €. Deducción 50% renta del 1º al 10º año   |
| Alojamientos en alquiler (25 años)     | 3,5 IPREM. Superficie útil 45 m²        | Entre 207 € y 238 €                                          |
| Alojamientos universitarios            | 2,5 IPREM. Superficie útil 45 m²        | Entre 148 € y 179 €.                                         |

- Nota.- Los ingresos familiares se consideran máximos según IPREM, para el cálculo de la renta se considera una vivienda que tenga la superficie útil máxima según programa los importes varían según ámbito regional.

## Rehabilitación de viviendas
La rehabilitación de viviendas es una estrategia de sostenibilidad urbana ya que va a permitir recuperar la ciudad construida, darle vida, no ocupar más territorio y espacio natural, respeta la huella ecológica etc. Actualmente la Carta de Leipzig sobre desarrollo urbano sostenible otorga una importancia estratégica a estas iniciativas para generar ciudades equilibradas e integradas, ciudades compactas, ciudades vivas.

La finalidad de las obras en las viviendas contempladas en los distintos programas de rehabilitación son muy variados desde: la seguridad estructural y constructiva, la protección contra humedades, mejora de la iluminación natural y ventilación interior, la adecuación de las instalaciones de agua, gas, electricidad y saneamiento, la accesibilidad y adecuación a las personas con discapacidad, la eficiencia energética, los servicios de telecomunicación, audiovisuales y de información, la mejora de dimensiones y disposición de espacios interiores, la realización de ascensores.
| Tipos de programas de rehabilitación | Ingresos max familiares | Precio máximo de venta                                         |
| Infravivienda                        | 1 IPREM                 | Ayudas max: 30.000,00€ (100%PEM) + Ayudas Asistencias Técnicas |
| Rehabilitación Autonómica            | 2,5 IPREM .             | Ayudas max: 6.000€ o 9.000€ (50%PEM) + Asistencia Técnicas     |
| Rehabilitación de edificios          | 2,5 IPREM.              | Ayudas max: 7.500€ o 10.500€ (75%PP) + Asistencia Técnicas     |
| Adecuación funcional básica          | 2,5 IPREM.              | Ayudas max: 1.400,00€ (70%PEM) + Asistencia Técnicas           |

- Nota.- PEM = Presupuesto Ejecución Material;  PP= Presupuesto Protegible; Asisrtencias Técnicas= Proyectos y dirección de obra de los técnicos.

## Mejora de la ciudad existente
El Plan Concertado de Vivienda y Suelo plantea y continua con la apuesta por la revitalización de la ciudad construida por la defensa de la ciudad compacta, mediante dos programas fundamentales la rehabilitación de centros históricos y la rehabilitación de barrios, descritos en otra sección de esta Wikipedia.